# Basiliek van de Heilige Theresia van het Kind Jezus
De Basiliek van de Heilige Theresia van het Kind Jezus is een rooms-katholieke basiliek in de Egyptische hoofdstad Caïro. De kerk is gelegen aan de Shoubrastraat 163 en is gewijd aan Theresia van Lisieux. 
In 1921 vestigden zich karmelieten op de plaats van de huidige basiliek en zij wijdden hun kapel aan Theresia van Lisieux. De eerste steen van de kerk werd gelegd in 1931 en de bouw werd voltooid in 1932. De kerk valt onder het Apostolisch vicariaat Alessandria di Egitto. Op 8 juli 1972 werd de kerk verheven tot basilica minor.
De heilige Theresia wordt in Caïro bezocht en vereerd door katholieken en kopten, maar ook door moslims en joden. Aan de wanden van de crypte getuigen honderden votiefstenen van voorspraak van de heilige.
Het nabijgelegen metrostation op lijn 2 is vernoemd naar Sint-Theresia.